# 사쿠라자카역
사쿠라자카역(일본어: 桜坂駅)은 일본 후쿠오카현 후쿠오카시 주오구 사쿠라자카 3초메에 소재하는 후쿠오카 시 교통국 지하철 나나쿠마 선의 역이다. 과거에는 니시테쓰 후쿠오카 시내 선인 조난 선에도 네리베이초 정류장이 있던 장소에서 약간 동쪽에 위치하여 있다. 역 번호는 N12이다.
역의 심벌 마크는 바람에 흩날리는 벚꽃의 꽃잎이다. 역 식별 색은 ■DIC-50으로, 덴진미나미, 우메바야시 역과 공통이다.

## 역 구조
섬식 승강장 1면 2선의 지하역이다. 조난 선 직하부에 위치한다. 출입구는 2곳 있어 조난 선을 끼고 남쪽에 1번 출입구, 북쪽에 2번 출입구가 위치하고 있다.

### 승강장
| 1 | ■나나쿠마 선 | 덴진미나미 방면                      |
| 2 | ■나나쿠마 선 | 롯폰마쓰・후쿠다이 앞・하시모토 방면 |

## 이용 상황
2015년도의 1일 평균 승차 인원은 1,680명이다. 나나쿠마 선의 역 또는 후쿠오카 시영 지하철 역으로서는 우메바야시 역에 이어 2번째로 적다.
개통 이후 1일 평균 승차 인원의 추이는 아래 표와 같다.
| 연도   | 1일 평균 승차 인원 |
| ------ | ------------------ |
| 2004년 | 1,159              |
| 2005년 | 909                |
| 2006년 | 1,155              |
| 2007년 | 1,226              |
| 2008년 | 1,295              |
| 2009년 | 1,309              |
| 2010년 | 1,327              |
| 2011년 | 1,431              |
| 2012년 | 1,473              |
| 2013년 | 1,526              |
| 2014년 | 1,592              |
| 2015년 | 1,680              |

## 역 주변
- 조난 선
- 후쿠오카 시 동식물원
- 미나미 공원
- 아고라 후쿠오카 야마노우에 호텔 & 스파
- 세인트 마루티누 교회
- 하카타 교회
- 후쿠오카 후타바 학원
- 지쿠시 여학원 중・고등 학교
- 후쿠오카 시립 아카사카 초등학교
- 후쿠오카 사쿠라자카 우체국

## 역사
- 2005년 2월 3일: 영업 개시.

## 사진

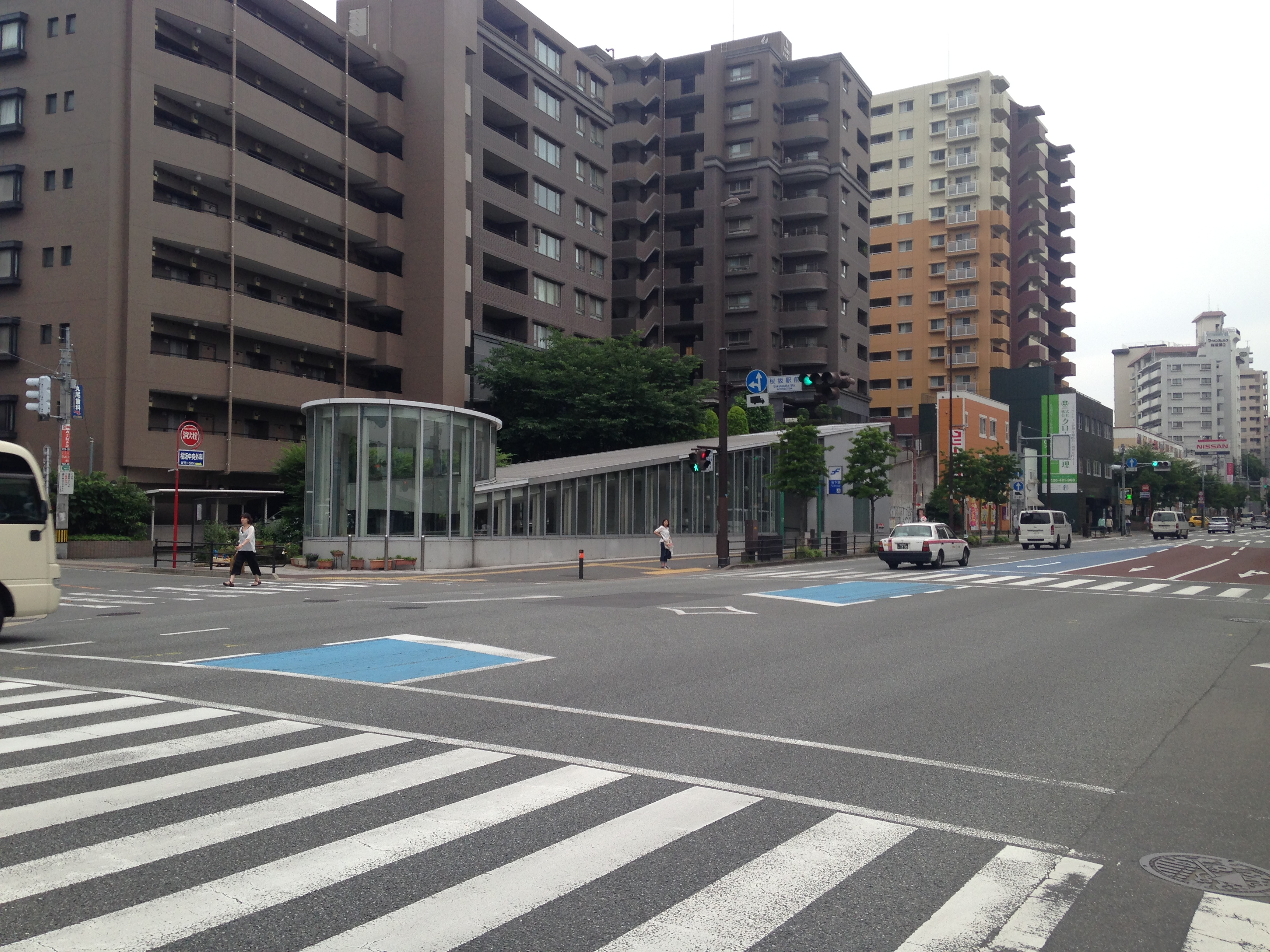
1번 출입구
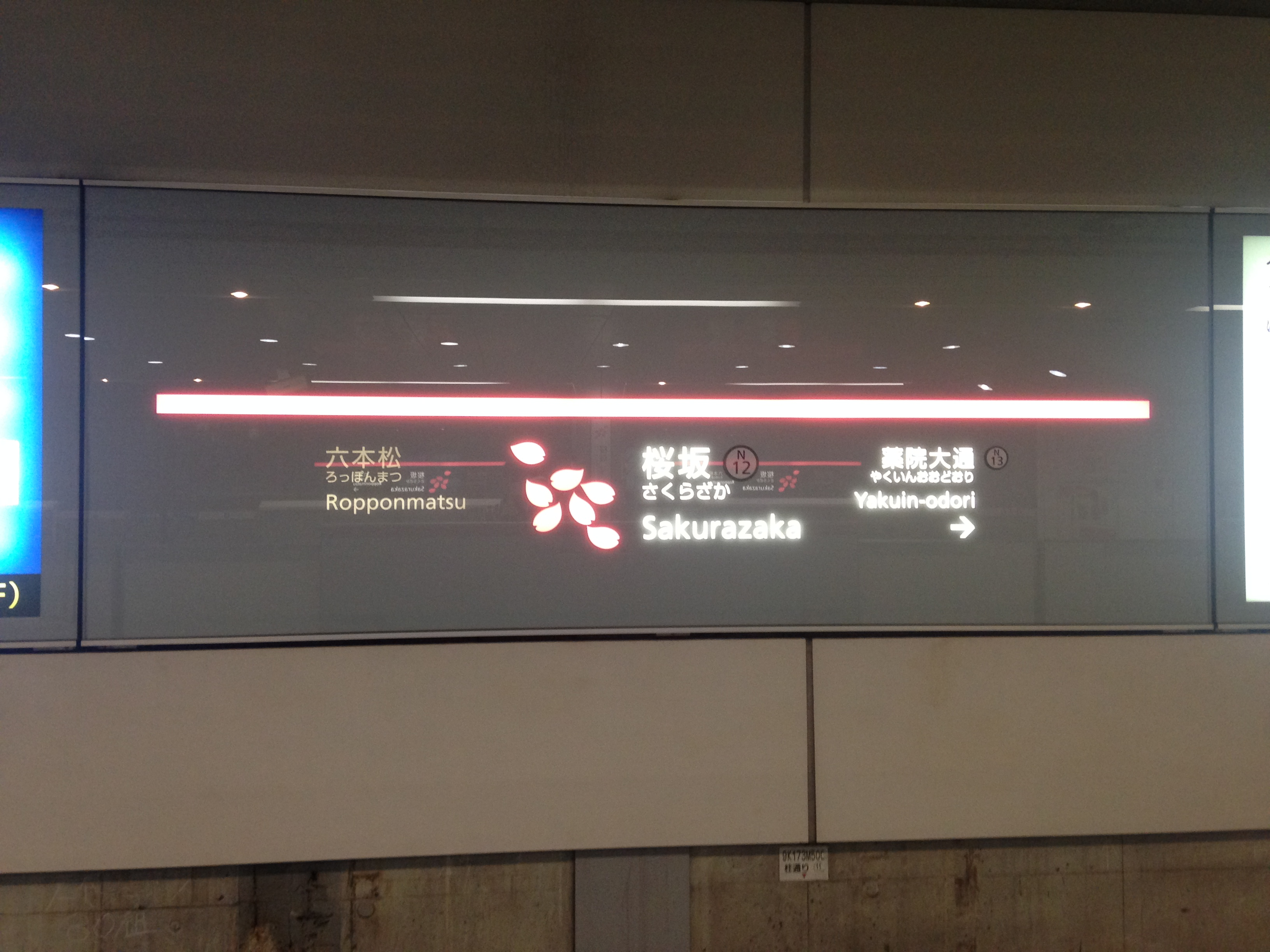
역명판

## 인접역
| 후쿠오카 시 교통국 ■ 지하철 나나쿠마 선 | 후쿠오카 시 교통국 ■ 지하철 나나쿠마 선 | 후쿠오카 시 교통국 ■ 지하철 나나쿠마 선 |
| --------------------------------------- | --------------------------------------- | --------------------------------------- |
| N11 롯폰마쓰 하시모토 방면              |                                         | 야쿠인오도리 N13 덴진미나미 방면        |